# Stalag VIII-B
Stalag (o Stammlager) Lamsdorf VIII-B fu un campo di concentramento tedesco in Polonia. In seguito diventò Stalag-344.

## Descrizione
Situato nei pressi della cittadina di Lamsdorf (ora chiamato Łambinowice) in Slesia, il campo di baracche, fu inizialmente costruito per ospitare i prigionieri inglesi e francesi nella prima guerra mondiale. In questo stesso luogo vi era stato un campo di prigionia durante la guerra franco-prussiana del 1870-71. Durante la seconda guerra mondiale, in particolare, vi furono deportati diverse migliaia di soldati del Regio Esercito, catturati dai tedeschi dopo l'armistizio dell'otto settembre del 1943. Utilizzati come lavoratori forzati in affitto presso l'acciaieria che si trovava nei pressi della stazione ferroviaria di Lambinowice. Oggi vi si trovano il museo del campo di prigionia ed il cimitero dei soldati morti durante la prigionia.